# Omer DeSerres
Omer DeSerres (né le 13 décembre 1881 à Montréal, Québec, Canada et mort le 27 janvier 1949), est un homme d'affaires québécois qui a fondé la chaîne de magasins DeSerres (anciennement appelée Omer DeSerres). La chaire de recherche en commerce de détail des HEC Montréal, fondée en 1989, porte son nom.
Sa sépulture est située dans le cimetière Notre-Dame-des-Neiges, à Montréal.